# Hippodrome de Trois-Rivières
L'hippodrome de Trois-Rivières, également appelé Hippodrome 3R, est un champ de courses hippiques situé à Trois-Rivières, en Mauricie, au Québec  (Canada). Il se trouve au 1850 boulevard des Forges. 
Le plus ancien des hippodromes de la province de Québec, en activité continue depuis 1830, demeure le seul hippodrome de classe professionnelle encore en opération sur le sol québécois. 
Des courses de chevaux y sont présentées du mois de mai au mois d’octobre, à raison de deux fois par semaine.
Le renommé Prix d'Été s'y tient annuellement depuis 2014.

## Historique

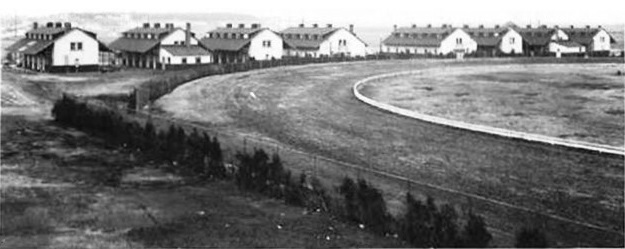
Partie de la piste flanquée par les anciennes écuries, vers 1900.

L'histoire de l'hippodrome de Trois-Rivières remonte à 1830, alors qu’un riche commerçant trifluvien du nom de Moses Hart destinait une grande étendue de terre pour un lieu de courses à Trois-Rivières. Les premières courses de chevaux eurent lieu en octobre de la même année.
Situé complètement à l’écart des bâtisses de la ville, le « rond de courses », situé au même endroit qu’aujourd’hui, demeure, avec son estrade construite par Jos Hamel en 1853, le seul signe d’occupation du Côteau Saint-Louis jusqu’en 1896. Sous l’influence des Anglais, ce sont dans un premier temps, des chevaux montés par des cavaliers qui s’affrontent. Ces compétitions au galop obtiendront tôt leurs lettres de noblesse à Trois-Rivières, lorsque le 13 juin 1836, Sa Majesté Guillaume IV offrira gratuitement une bourse de cinquante guinée à l’occasion des courses qui auront lieu les 28 et 29 juillet.
Plus tard, l’engouement des amateurs de courses au galop est à son déclin à Trois-Rivières et, lentement, les courses attelées font leur apparition. Le 14 octobre 1870, six chevaux sont inscrits dans une course de trot attelé et le 18 juin 1887, le Club de Courses y présente un programme réunissant 27 chevaux trotteurs du Canada et des États-Unis.
Organisées par le Three Rivers Turf Club dans les années 1850, par le Saint-Maurice Turf Club dans les années 1860, ou par de simples amateurs lançant des défis par la voie des journaux, les courses de chevaux attirent régulièrement des foules considérables.
En 1896, l’Association agricole du district de Trois-Rivières acquiert un grand terrain comprenant une piste de course d’un mille pour y aménager un terrain d’exposition. Elle lui ajoute un second tracé d’un demi-mille. Sur fond de sable recouvert d’argile, le nouveau parcours a 70 pieds de largeur et est, dit-on, très solide. La grande estrade de bois, comprennent 21 gradins alors qu’en face des estrades populaires, de l’autre côté de la piste, s’élève la tribune des juges. Sur le terrain limitrophe, des écuries sont érigées par la Compagnie d’Exposition qui organise les courses de chevaux et, occasionnellement, de cyclistes. En septembre 1898, on y présente même une attraction spéciale, soit une course opposant un cheval à un cycliste.

### Un premier incendie
Agrandie en 1900 et rénovée en 1916 par la nouvelle Commission municipale de l’exposition, la grande estrade est complètement réduite en cendres en une heure par un incendie, le 17 juin 1931.

### Un second incendie

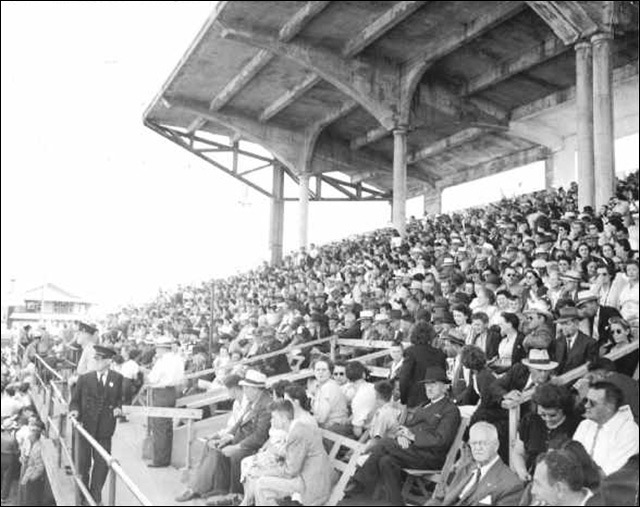
Tribunes de l'hippodrome de Trois-Rivières. De grandes foules, 1947.

le 12 juin 1970, un grand malheur frappe lorsque 84 chevaux périssent dans un incendie qui détruit sept écuries. En moins de 15 minutes l’incendie qui semblait être mineur a complètement rasé cinq écuries. Par la suite, à cause du vent, les flammes se sont communiquées aux trois autres écuries, les détruisant complètement et 84 chevaux périssent dans l'incendie.

### Un troisième incendie
En janvier 1992, un autre incendie dévastateur fait périr 90 chevaux. Le directeur général de l’époque, Michel Giguère, entreprend des démarches de reconstruction. On ne perd aucune minute, puisque l’incendie ayant eu lieu un dimanche soir, on présente quand même le programme de courses prévu pour le mardi suivant.

### XXIesiècle
La piste d'un demi-mille est aujourd'hui exploitée par le Club Jockey du Québec. Les courses sous harnais y sont transférées depuis 2012, à la suite de la fermeture de l'hippodrome de Québec. En 2012, le Club Jockey du Québec, dont la mission est de relancer les courses de chevaux à la suite de la faillite d’Attractions Hippiques, achète l’hippodrome pour en faire le seul hippodrome actif au Québec.